# Cristóbal Guerra
Cristóbal Guerra (Sevilla - Cartagena d'Índies, 1504) va ser un mercader i marí que va participar en l'exploració d'Amèrica després del descobriment d'aquesta per Cristòfor Colom a 1492. Juntament amb Peralonso Niño va arribar a l'Illa Margarita a la Costa de les Perles. El seu nom quedaria associat al comerç de perles. Tot i que Peralonso va ser acusat en tornar del viatge de frau a Espanya, Cristóbal va quedar lliure de l'acusació. Al costat del seu germà va participar en dos viatges més per la regió, i va morir en el transcurs de l'últim.
Bartolomé de las Casas relata la gesta de Peralonso:
| «                        | Uno de los primeros que a par cuasi de Hojeda vinieron a descubrir, fueron un Peralonso Niño y un Cristóbal Guerra, vecinos, el Guerra, de Sevilla, y el Peralonso creo que era del Condado. Este Peralonso Niño vino cierto con el Almirante al descubrimiento de Paria, y debióse de tornar a Castilla en los cinco navíos, y esto está probado con testigos contestes, y yo he visto sus dichos en el susodicho proceso, y uno que dijo que no había ido en aquel viaje a Peralonso Niño con el Almirante, yo sé que contra el Almirante, por derecho del juicio, podía ser repelido, así que Peralonso Niño habida licencia del rey o del obispo para descubrir, con instrucción y mandado que no surgiese con su navío ni saltase en tierra con 50 leguas de la tierra que había descubierto el Almirante. Como no tuviese tantos dineros como habría menester o quizá ningunos, tractó con Luis Guerra, vecino de Sevilla, que tenía hacienda, que le armase un navío; el Luis Guerra se ofreció a hacello y, entre otras condiciones, fue un tanto que su hermano Cristóbal Guerra fuese por capitán de él. Partió, pues, Peralonso Niño por piloto y Cristóbal Guerra por capitán. | » |
| — Bartolomé de las Casas | |   |